# 蘇利米夫卡 (鮑里斯皮爾區)
50°23′50″N 31°11′26″E / 50.39722°N 31.19056°E
蘇利米夫卡（烏克蘭語：Сулимівка）是位於烏克蘭北部的村莊，由基辅州鲍里斯皮尔区的鲍里斯皮尔市镇負責管轄。該村始建於1615年，面積2.04平方公里，海拔高度106米，2001年人口241，人口密度每平方公里117.9人。